# Храм Џенгуо
Храм Џенгуо је кинески будистички храм смештен у селу Хаодонг, у општини Сјангјуен, 15 километара североисточно од града Пингјао у провинцији Шанси. Заједно са древним градом Пингјао, Унеско га је уврстио на листу светске баштине. Храм је првобитно изграђен током периода Пет династија и Северни Хан, а првобитно се звао Храм Ђингченг. Током владавине цара Ђађинга из династије Минг, преименован је у Храм Џенгуо, и то име се задржало до данас.
Храм Џенгуо заузима укупну површину већу од 10.000 квадратних метара, са грађевинском површином од преко 5.000 квадратних метара. Данас су сачувани планинска капија (Дворана небеских краљева) са звоником и бубњем са леве и десне стране, Дворана Ванфо, источне и западне помоћне дворане (Дворана Гуанјин и Дворана Дизанг), као и троспратна зграда Три Буде. Дворана Ванфо, изграђена седме године владавине Тјенхуи (963. године) династије Северни Хан, најстарија је дворана у храму. Позната је по огромним доугунг конзолама које подупиру кров и стрехе, и представља најстарију сачувану дрвену конструкцију из периода од Пет династија до почетка династије Сунг у Кини. Скулптуре у дворани су један од ретких сачуваних примера будистичке скулптуре из 10. века у Кини. Током династија Јуан и Минг, прво су изграђене планинска капија и звоник и бубањ, а затим и зграда Три Буде, као и дворане Гуанјин и Дизанг. Садашњи изглед добио је након обнове током владавине царева Јунгџенга и Ћенлунга из династије Ћинг.

## Историја
Историја овог храма сеже до 7. године Тјенхуи владавине династије Северни Хан у периоду Пет династија и Десет краљевстава Кине, за време цара Љу Ђуна. Овај датум је забележен на греди у дворани и такође је наведен у „Хроници округа Пингјао“ из 19. века. Камена плоча из 1819. године такође потврђује овај датум. Храм се првобитно звао „Храм Ђингченг“, а у 19. години владавине Ђађинг династије Минг преименован је у „Храм Џенгуо“. Дворана Ванфо је једна од најстаријих сачуваних дрвених грађевина у Кини, и једина преживела грађевина из краткотрајне династије Северни Хан. Иако се о историји храма мало зна, према натписима на каменим плочама у храму, обнављан је 1151., 1540, 1731., 1752, 1764., 1816. и 1904. године.
У храму данас постоје 44 древне грађевине из различитих династија, 62 обојене глинене скулптуре, преко 100 мурала и више од 20 камених плоча. Године 1965. храм је проглашен заштићеним спомеником културе на нивоу провинције Шанси, а 13. јануара 1988. године, Државни савет Кине га је прогласио за трећу групу националних кључних споменика културе. Године 1997, Храм Џенгуо, заједно са градом Пингјао и храмом Шуанглин, уврштен је на Унескову листу светске баштине под заједничким називом Древни град Пингјао. У фебруару 1988, Храм Џенгуо је званично отворен за јавност.

## Локација и распоред
Храм Џенгуо се налази источно од Лесове висоравни, у јужном делу равнице Ђинџунг, на северној страни села Хаодонг, у општини Сјангјуен, североисточно од града Пингјао. Налази се на 37°17.119' северне географске ширине и 112°16.261' источне географске дужине, на надморској висини од 753 метра. Удаљен је 12,5 километара од градског подручја, и око 1 километар од станице Хунгшан на железничкој прузи Тунгпу. Храм заузима површину од 10.892 квадратних метара, са постојећом грађевинском површином од преко 5.000 квадратних метара.
Храм је оријентисан у правцу север-југ и изграђен је у стилу касне династије Танг. Подељен је на предње и задње двориште, смештена између три главне зграде, а цео комплекс је окружен зидом. Храм нема засебну планинску капију; Дворана небеских краљева, кроз коју се може проћи, служи као капија. Током Културне револуције, позоришна сцена (забележена као „плесна позорница“, тј. музичка кула), првобитно изграђена у 18. години владавине Ђаћинг династије Ћинг (октобар 1813.) наспрам Дворане небеских краљева, срушена је. На централној оси, од југа ка северу, налазе се Дворана небеских краљева, Дворана Ванфо и Дворана три Буде. Са обе стране Дворане небеских краљева налазе се бочна врата; источна се зову Чунгсју, а западна Ченгјоу. Изван ових врата налазе се бубањ и звоник. Проласком кроз Дворану небеских краљева улази се у предње двориште, које има ходнике са источне и западне стране који повезују Дворану три духовна господара и Дворану богова богатства и среће. Ове две дворане су преко павиљона са стелама повезане са Двораном Ерланг и Двораном бога земље. Мале дворане су првобитно биле изграђене на врху јужне и северне капије тврђаве у селу Хаодонг, а у мају 24. године владавине Гуангсјуа пресељене су у Храм Џенгуо. Проласком кроз Дворану Ванфо улази се у задње двориште, где се са источне и западне стране налазе две мале дворане, свака повезана са три помоћне просторије, назване Дворана Гуанјин и Дворана Дизанг. Обе су изграђене током династије Минг. Последња велика дворана на централној оси је Дворана три Буде, која датира из династије Минг и обновљена је у двадесетој години владавине Ђаћинга династије Ћинг. Двориште за медитацију налази се на западној страни главног дворишта.

### Дворана небеских краљева
Као планинска капија Храма Џенгуо, Дворана небеских краљева се назива и „Дворана планинске капије“. Висока је око 4 до 5 метара, изграђена је у доба династије Јуан, а током династија Минг и Ћинг је обнављана. Кров је једнострешни висећи, са конзолама у облику слова „ми“ (米), а ширина и дубина су три распона. Кров је покривен жутим глазираним црепом са плавим ивицама. Унутра се налазе четири статуе будистичких небеских краљева. Ове статуе су израђене у династији Ћинг и свака држи различито оружје, симболизујући повољне временске прилике. Јужни Краљ раста држи плави мач, источни Краљ државочувар држи пипу, западни Краљ широких очију држи кишобран, а северни Краљ који много слуша држи пагоду. Статуа Галан Бодисатве, која је првобитно стајала у средини, уништена је током Културне револуције.
На западној страни Дворане небеских краљева, повезан бочним вратима „Чунгсју“, налази се четвороугаони бубањ са висећим кровом. Бубањ стоји на цигленој подлози, а кров подржавају четири стуба. На источној страни, повезан бочним вратима „Ченгјоу“, налази се звоник исте конструкције као и бубањ. Унутар звоника се чува гвоздено звоно изливено у 5. години владавине Хуангтунг династије Ђин (1148), које је најстарије сачувано гвоздено звоно у округу Пингјао.

### Предње двориште
У предњем дворишту налазе се два низа бочних зграда. На источној страни је Дворана Ерланг, чија је статуа изгубљена, док је у Дворани бога земље на западној страни статуа очувана. Са дворанама Ерланг и Бога земље повезани су источни и западни павиљони са стелама, изграђени у 21. години владавине Ђаћинга, у којима се чува више од десет камених плоча. Већина њих бележи историјске поправке храма и имена донатора. У источном павиљону налази се плоча позната као „полу-плоча“ јер јој недостају и врх и дно, а то је плоча Љу Ђићина из династије Северни Хан. Преко источних и западних павиљона, Дворана Ерланг и Дворана бога земље повезане су са Храмом три духовна господара и Храмом богова богатства и среће.
Са источним павиљоном повезан је Храм три духовна господара. Ова мала дворана првобитно је изграђена на врху јужне капије сеоске тврђаве у доба Сјенфенга. „Три духовна господара“ се односе на три саветника који су служили краљу династије Џоу. То су Фулинг Хоу Танг Хунг, Веилинг Хоу Ге Јунг и Ђиелинг Хоу Џоу Бин, који су након смрти проглашени за три истинска господара и за њих је подигнут храм. Са западним павиљоном повезан је Храм богова богатства и среће, који је, као и Храм три духовна господара, првобитно изграђен на врху северне капије сеоске тврђаве. У 24. години владавине Гуангсјуа, заједно са Храмом три духовна господара, премештен је у Храм Џенгуо.
На северној страни предњег дворишта, у средини, налази се главна дворана храма, Дворана Ванфо. Испред ње, у складу са кинеском будистичком традицијом, засађена су два багрема, за која се верује да су посађена приликом изградње храма. Западно дрво се осушило у доба Даогуанга династије Ћинг, али је касније из корена израсла нова грана. Због свог положаја на западу, повезаног са Белим тигром, названо је „Тигров багрем“. Источно дрво је, у складу с тим, названо „Змајев багрем“ и још увек је живо. У Пингјаоу династије Ћинг, израз „Древни храм са змајевим багремом“ односио се управо на ово дрво.

### Дворана Ванфо
Најважнија грађевина у Храму Џенгуо је Дворана Ванфо, смештена у средишту предњег дворишта, због чега се назива и Средња дворана. Према натпису на греди испод крова, дворана је изграђена 963. године. И данас задржава свој првобитни изглед и једна је од ретких сачуваних дрвених конструкција из периода Пет династија у Кини, млађа од велике дворане храма Нанчан на планини Вутаи (782. године) и источне велике дворане храма Фогуанг (857. године). Током обнове у династији Ђин, на зидовима су насликане многе мале слике Буде, па је добила име Дворана Ванфо (Дворана десет хиљада Буда). То је једнострешна дворана са хип-и-габле кровом, ширине и дубине три распона. Греде, стубови и конструкција су оригинални делови из времена изградње, али је боја на површини избледела, па су сада у природној боји дрвета. Дворана је скоро квадратног облика, дугачка 11,58 метара, широка 10,78 метара и висока 8,8 метара. На предњој и задњој страни налазе се врата у средини, а на предњој фасади су по два прозора са обе стране врата. Зидови су од цигле, а на бочним распонима предње стрехе налазе се прозори.
Унутар дворане нема централних стубова; уместо тога, 12 дрвених стубова висине 3,42 метра и пречника 0,46 метара уграђено је у циглене зидове. На врху стубова налазе се лан-е греде, али нема пу-баи-фанга. На угловима лан-е греде не излазе напоље, а стубови немају базе. Дрвени стубови подижу стреху на висину од 3,6 метара, а стреха се протеже 1,94 метра.
Конзоле су високе 1,74 метра, што је преко 60% висине стубова, а коришћени материјал одговара четвртој класи према „Јингзао Фаши“ из династије Сунг. Носећа конструкција крова користи Чешанг Мингзао систем, без таванице, а конструкција греда је шесторедна са по два стуба напред и позади. Конзоле на врховима стубова су седмостепене са двоструким конзолама и двоструким доњим анг подупирачима. Анг је типа „пи-џу“ (бамбусов рез), а између свака два стуба налази се по једна помоћна конзола петостепеног типа. Ненси Штајнхарт претпоставља да су ове сложене конзоле биле покушај владара Северног Хана да са ограниченим ресурсима изграде величанствену грађевину.
- Крупни план кровне конструкције унутар дворане
- Бочни поглед на кровну конструкцију унутар дворане
- Слика десет хиљада Буда на левом зиду унутар дворане

#### Скулптуре у Дворани Ванфо
У Дворани Ванфо налази се укупно 14 скулптура. Олтар је дугачак и широк 6,59 метара, заузима око половину унутрашњег простора и висок је 55 центиметара. На олтару се налази 11 скулптура: један Буда, два ученика, два бодисатве, два пратиоца, два небеска краља (понекад названи „Вајра“) и два дечака-дароваоца (понекад названи „дароваоци“). Све су оригинали из периода Пет династија. Статуа Буде седи на олтару и обновљена је током династија Минг и Ћинг. Ученици Ананда и Махакашјапа имају један нежан, а други стамен израз лица. Међу четири бодисатве, два су Манџушри и Самантабхадра, који седе у положају полу-лотоса, док су друга два бодисатве-пратиоци у стојећем положају. Два бодисатве-пратиоца, због својих пуних и природних лица, постали су заштитни знак Храма Џенгуо, а један од њих је одштампан на улазници за храм. Два небеска краља имају озбиљан израз, држећи ваджру и гледајући напред и надоле. За разлику од већине каснијих приказа, ове две скулптуре, под утицајем стила династије Танг, имају реалистичније црте лица. На полеђини се налазе три скулптуре из династије Минг: Гуанјин, Судхана и Нага девојка.
Ових 11 скулптура из периода Пет династија су, поред оних у пећинама Могао, једине сачуване скулптуре из тог периода у храмовним дворанама. На северној страни дворане (иза статуе Буде) налази се и статуа Авалокитешваре у слободном положају. Слике десет хиљада Буда на зидовима и мале скулптуре у удубљењима конзола су дела из династије Ћинг.
- Крупни план левог дела олтара
- Буда и два ученика
- Крупни план десног дела олтара
- Авалокитешвара у слободном положају
- Крупни план левог бодисатве-пратиоца
- Крупни план десног бодисатве и пратиоца
- Леви небески краљ
- Десни небески краљ

### Задње двориште
У задњем дворишту налазе се Дворана Гуанјин и Дворана Дизанг, као и по три бочне просторије са сваке стране. Сачувано је 51 обојена скулптура из различитих династија, 100 мурала, више од 20 камених плоча и једно гвоздено звоно.

### Дворана три Буде
Дворана три Буде има два спрата, изграђена је у династији Минг и обновљена у династији Ћинг. Како је у будистичким обредима династија Минг и Ћинг задња дворана била главна дворана целог храма, требало је да буде изграђена у највишем стилу. Пошто је Дворана Ванфо већ била висока, Дворана три Буде је пројектована са предњом стрехом од циглених лукова, изнад које је изграђена троделна зграда са висећим кровом, чиме је, без платформе, надмашила висину Дворане Ванфо. Приликом обнове, 7 обојених скулптура и 52 мурала унутар зграде су сачувани у оригиналном облику. У згради се налазе три статуе Буде: у средини Ваирочана као Дхармакаја, лево Самбхогакаја и десно Гаутама Буда као Нирманакаја. Све три статуе седе у положају лотоса на Сумеру седишту како би се очувала стилска уједначеност. Такође, ту су и 4 статуе бодисатви, дела из раног периода династије Минг. Ове 4 статуе су у стојећем положају, постављене на дрвене постоље и могу се померати. Мурали на источном и западном зиду приказују осам догађаја из живота Шакјамунија, приказујући његов живот кроз серију слика са ликовима, пејзажима, цвећем и птицама.
- Лево: Самбхогакаја Буда
- Дхармакаја Буда Ваирочана
- Десно: Нирманакаја Буда Шакјамуни

### Дворана Гуанјин
Дворана Гуанјин се налази на источној страни задњег дворишта. На стубовима са обе стране улаза виси натпис: „Велика милост која спасава од патње, доноси корист створењима и умањује бол“. У дворани су се првобитно налазиле статуе Осамнаест архата који се клањају Гуанјин, али су сада уништене, а простор се користи за одлагање ствари.

### Дворана Дизанг
Дворана Дизанг, изграђена у династији Минг, позната је и као „Дворана краља Јаме“, а посвећена је бодисатви Кшитигарбхи. Око статуе Кшитигарбхе налазе се два ученика (Мин Гунг и монах Хуеиминг), десет краљева пакла, шест судија и Ниу-тоу (воловска глава) и Ма-миен (коњско лице), при чему свака статуа има другачији израз лица. У дворани су, осим три статуе судија на јужној страни и статуе Ма-миена, све остале статуе сачуване. Због влаге у храму, на многим статуама је дошло до оштећења површине, а код неких је видљива и унутрашња конструкција. На зидовима дворане налази се 14 мурала из династије Ћинг, који калиграфијом и традиционалним сликарством приказују Шест путева и духове пакла који кажњавају зле душе.

## Галерија
- Задња страна Дворане Ванфо.
- Предња стреха Дворане Ванфо.
- Задња стреха Дворане Ванфо.
- Конзоле на северозападном углу Дворане Ванфо.
- Западна стреха Дворане Ванфо.
- Мурал на предњој стрехи Дворане Ванфо.
- Северозападни угао стрехе Дворане Ванфо.
- Детаљ изнад врата Дворане небеских краљева.
- Дворана небеских краљева.